# カナダHSBC銀行
カナダHSBC銀行（英称：HSBC Bank Canada）はカナダの銀行で、イギリスの大手金融グループHSBCホールディングスの一部を成している。カナダ国内で銀行業界7位の規模をもち、外資系銀行としてはカナダ国内最大。プリンスエドワードアイランド州を除くすべての州にオフィスを構えている。本社はブリティッシュコロンビア州のバンクーバーに置かれている。

## 歴史
- 1979年： 香港上海銀行がバンクーバーを基盤とする受入企業を買収。

- 1981年： 香港上海銀行がカナダ香港銀行（HBC）を設立。カナダ銀行法に基づき、1981年7月1日より特許銀行（認可銀行）として営業開始。HBCは当初限られた支店数のもとアジア系カナダ人を顧客ターゲットに営業を展開。カナダ国内では西部カナダやトロント、モントリオールなどにも支店を開いたが、成長はゆっくりであった。買収による拡大を計ったが、初期の買収は失敗に終わっている。

- 1999年： 6月21日、HBCはHSBCグループのブランド戦略に基づき「カナダHSBC銀行」へと銀行名を改称。

- 2007年：カナダHSBC銀行は雑誌マクレーンの中で、企業の雇用主としてはカナダ国内のトップ100に選ばれた。この中でカナダ国内の銀行では2行のみが選ばれており、うち1行がHSBCであった[1]。

## 会員
HSBCカナダはカナダ銀行協会（CBA）の会員でカナダ預金保険機構（CDIC）に登録されている。
- インタラック
- マスターカード
- シーラス
- ACCELエクスチェンジ

## スポンサー
- バンクーバー・カナックス - NHLプロホッケーチーム
- カルガリー・フレームス - NHLプロホッケーチーム
- HSBC光の祭典 - バンクーバーの国際花火大会